# Upogebia noronhensis
Upogebia noronhensis är en kräftdjursart som beskrevs av Fausto-Filho 1969. Upogebia noronhensis ingår i släktet Upogebia och familjen Upogebiidae. Inga underarter finns listade i Catalogue of Life.